# Alberto Favara
Alberto Favara   (Salemi, 1 de març de 1863 - Palerm, 29 de setembre de 1923) entnomusicòleg italià.
Fou un dels pioners de l'estudi acadèmic de la música popular siciliana. Va estudiar al conservatori de música de Palerm i més tard a Milà. El 1895 va ser professor de música al Conservatori de Palerm, on entre d'altres alumnes tingué a Franco Racuglia. El 1907 va publicar Canti della terra i la mare de Sicilia (Cançons de la terra i el mar de Sicília), seguit el 1921 per una col·lecció addicional de Cants populars sicilians. Favara va ser també el compositor de diverses obres vocals i peces instrumentals per a orquestra i grups de cambra.